# Marktkreuz (Greenlaw)

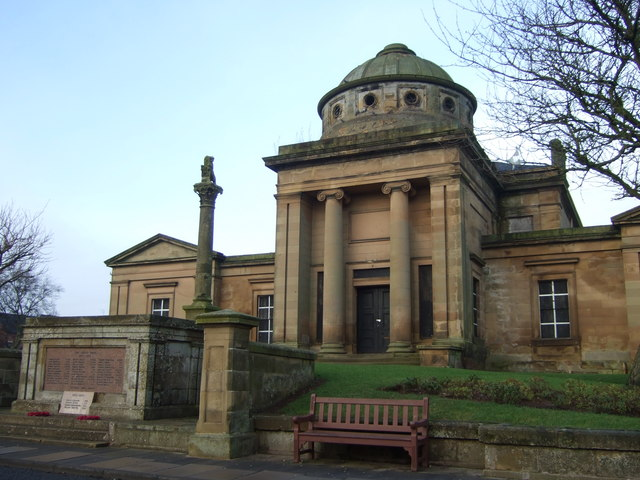
Das Marktkreuz vor dem Rathaus von Greenlaw

Das Marktkreuz von Greenlaw ist ein Marktkreuz in der schottischen Ortschaft Greenlaw in der Council Area Scottish Borders. 1971 wurde das Bauwerk in die schottischen Denkmallisten in der höchsten Denkmalkategorie A aufgenommen.

## Beschreibung
Im Jahre 1609 erhielt Greenlaw ein Marktkreuz. Dieses befindet sich heute jedoch nicht mehr an seinem ursprünglichen Standort, sondern wurde vor die Greenlaw Church versetzt. Das heutige Marktkreuz ist ein Nachbau seines Vorgängers aus dem Jahre 1829. Es steht auf einem dreistufigen Sockel vor dem Rathaus von Greenlaw. Das Marktkreuz besteht aus einer korinthischen Säule, auf der ein stehender Löwe das Wappen der Earls of Marchmont präsentiert.